# Братолюбов Юрій Мойсейович
Братолю́бов Ю́рій (Юліан) Мойсе́йович (11 квітня 1931, м. Київ) — тромбоніст, керівник джазового ансамблю.

## Біографія
Закінчив Київську вечірню музичну школу (тепер ім. К. Стеценка) по класу тромбона (1955).
Артист Естрадного оркестру Української республіканської естради (1957—1961) та джаз-оркестру «Дніпро» (1961—1964).
1962 — керівник 1-го професійного джазового ансамблю (октету) в Києві: В. Климков — труба, Ю. Братолюбов — тромбон, М. Резницький — альт-саксофон, кларнет, Б. Людмер — тенор-саксофон, Й. Литвинський — баритон-саксофон, В. Ільїн — фортепіано , 3. Хамістос — контрабас, Л. Заляпін — ударні.
1964—1976 — тромбоніст Естрадного оркестру Українського радіо і телебачення.
Від 1976 — у США.